# Phacopteron lentiginosum
Phacopteron lentiginosum är en insektsart som beskrevs av Buckton 1896. Phacopteron lentiginosum ingår i släktet Phacopteron och familjen Phacopteronidae. Inga underarter finns listade i Catalogue of Life.